# 붙여넘기
붙여넘기는 넘어가기의 일종으로, 변에서 좌우를 가르고 있는 상대방 돌의 하단에 붙여 넘어가는 수법이다.